# Hebert Núñez
Hebert J. Núñez González (Montevideo, 7 giugno 1956) è un ex cestista uruguaiano.

## Carriera
Con l'Uruguay ha disputato i Giochi olimpici di Los Angeles 1984, due edizioni dei Campionati mondiali (1982, 1986) e quattro dei Campionati americani (1980, 1984, 1988, 1992).